# Spirinia gerlachi
Spirinia gerlachi is een rondwormensoort uit de familie van de Desmodoridae. De wetenschappelijke naam van de soort is voor het eerst geldig gepubliceerd in 1959 door Luc & De Coninck.